# Charlie Davies
Charlie Davies (Mánchester, Nuevo Hampshire, Estados Unidos; 25 de junio de 1986) futbolista estadounidense. Juega como delantero y su equipo actual es el New England Revolution de la Major League Soccer.

## Trayectoria

### Inicios
Davies jugó fútbol para el Boston College, pero decidió no terminar su carrera universitaria luego de tres años en el establecimiento para poder convertirse en futbolista profesional. Pese a que inicialmente era catalogado como de los mejores prospectos para la MLS y que había aceptado un contrato de Generación Adidas con la liga, finalmente decidió probar su suerte en el fútbol europeo.

## Selección nacional
Hasta cuando sufrió un grave accidente automovilístico en el 13 de octubre de 2009 que lo dejó fuera de las canchas por más de seis meses, Davies fue internacional con la Selección de los Estados Unidos, selección para la cual jugó en 17 ocasiones y marcó cuatro goles, incluyendo un importante gol durante la fase de grupos en la Copa Confederaciones de 2009.

### Goles internacionales
| # | Fecha      | Lugar                              | Rival             | Gol | Resultado | Competición                    |
| - | ---------- | ---------------------------------- | ----------------- | --- | --------- | ------------------------------ |
| 1 | 15-10-2008 | Hasely Crawford, Trinidad y Tobago | Trinidad y Tobago | 1-1 | 1-2       | Clasificación Mundial 2010     |
| 2 | 21-6-2009  | Royal Bafokeng, Sudáfrica          | Egipto            | 1-0 | 3-0       | Copa FIFA Confederaciones 2009 |
| 3 | 12-8-2009  | México DF, México                  | México            | 0-1 | 2-1       | Clasificación Mundial 2010     |

## Clubes
| Club                   | País           | Año           |
| ---------------------- | -------------- | ------------- |
| Hammarby IF            | Suecia         | 2007-2009     |
| FC Sochaux             | Francia        | 2009-2012     |
| DC United (cedido)     | Estados Unidos | 2011          |
| Randers FC             | Dinamarca      | 2012-presente |
| New England Revolution | Estados Unidos | 2013-presente |